# 17041 Кастаня
17041 Кастаня (17041 Castagna) — астероїд головного поясу, відкритий 19 березня 1999 року.
Тіссеранів параметр щодо Юпітера — 3,604.